# Народно позориште Јагодина
Народно позориште Јагодина је професионално позориште основано 1948. године у Јагодини.

## Историја
Позоришни живот у Јагодини негован је још на почетку прошлог века. Одвијао се преко Културно уметничког друштва „Абрашевић“, затим у дружини „Коча“ све до 1935. године када се оснива Певачко друштво „Слога“ са драмском секцијом.
После ослобођења, носилац уметничког живота било је КУД „Милан Мијалковић“.
1945. године у Јагодини се обрела група познатих уметничких имена и завесе малих кафанских позорница биле су поново подигнуте. Гледаоци су поздрављали Жарка Митровића, Блаженку Каталинић, Перу Матића, Перицу Словенског, Северина Бјелића, Николу Милића, Тасу Марића... Тада већ почиње позоришни аматеризам да живи у Омладинском, Синдикалном и Инвалидском позоришту, од којих ће се 13. септембра 1947. године оформити прво Градско аматерско позориште.  Зачетници послератног сценског живота у Јагодини су Таса Марић, Јован Лазић „Тутурић“, Милан Недељковић „Дрда“, Милан Станојевић „Шпица“, Душко Ристић, Радмила Тошић и др.
1948. године Јагодина добија професионално Народно позориште. Његов први управник био је Милан Јанковић, а затим Борис Ковач. Касније је ово позориште прераста у Градско академско позориште чији је оснивач и први управник био Миле Веселиновић.